# Bühl
Bühl város Németországban, Baden-Württemberg tartományban fekszik, Baden-Badentől 10 kilométerre délnyugatra.

## Fekvése
Bühl 123 és 1038 méter közötti magasságban terül el, a szántóföldek által meghatározott Rajna-völgytől, a Fekete-erdő hegység gyümölcsösök és szőlőskertek által dominált déli lejtőiig.

## Városrészek
A város a központban elhelyezkedő Bühl mellett magába foglalja Altschweier, Balzhofen, Eisental, Kappelwindeck, Moos, Neusatz, Oberbruch, Oberweier, Vimbuch és Weitenung városrészeket, melyek közül 9 városrész csak az 1970-es években csatoktak Bühlhöz.
A városrészek mellett több lakóterületet tartanak számon külön névvel, de ezeknek a területeknek a határai nincsenek pontosan meghatározva. Ezek közé a területek közé tartozik például Affental, Bach, Brombach, Bühlerhöhe, Ebene, Einsiedel, Elzhofen, Fischerhöfe, Gebersberg, Hohbaum, Kirchbühl, Müllenbach, Neusatzeck, Ottenhofen, Riegel, Rittersbach, Sand, Schugshof, Schweighof, Waldmatt, Witstung és Wört.

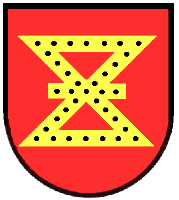
Kappelwindeck
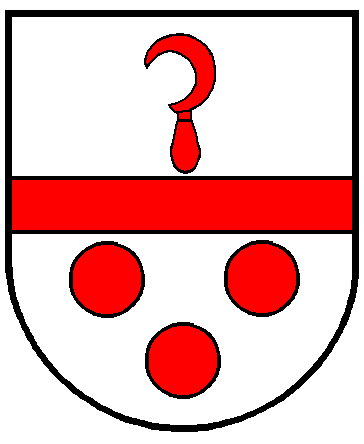
Neusatz
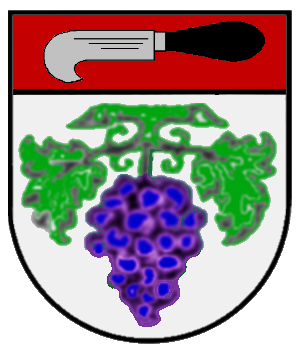
Waldmatt
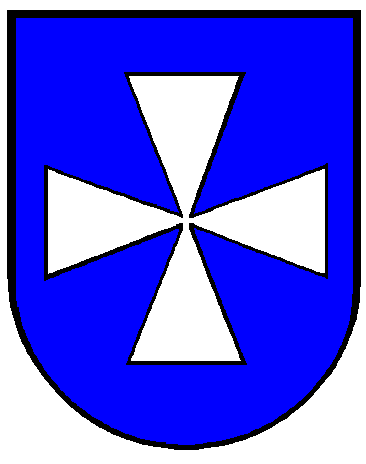
Oberweier
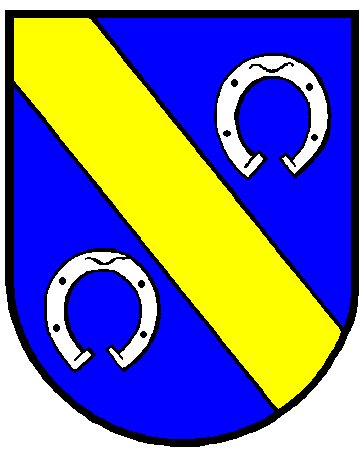
Balzhofen
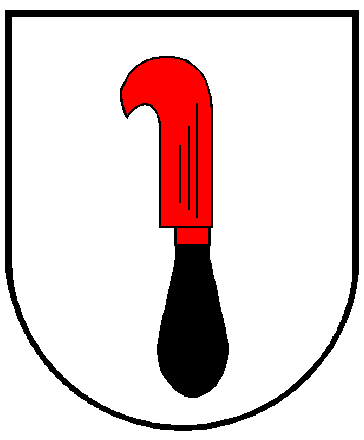
Eisental
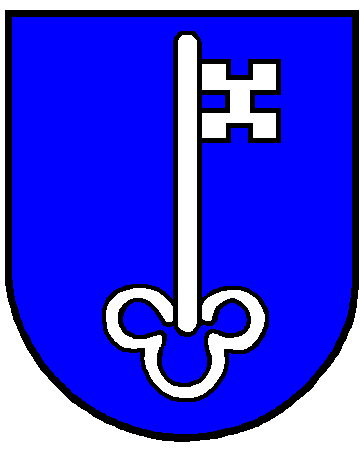
Oberbruch
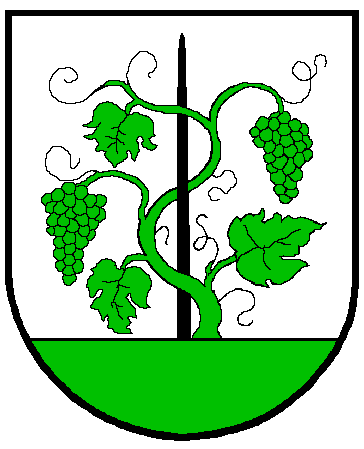
Altschweier
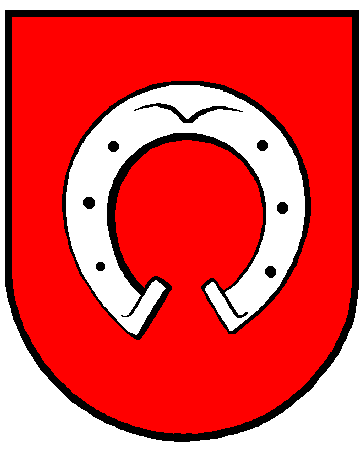
Moos
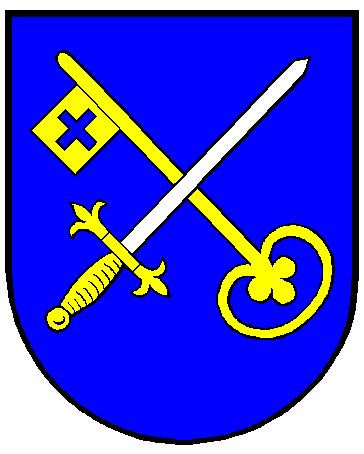
Vimbuch
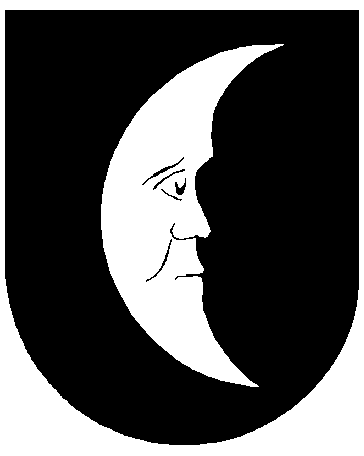
Weitenung

## Történelem
A város először egy 1149-ből származó dokumentumon említik. 1200 körül épül a windecki vár. 1403-ban Ruprecht von der Pfalz jogot adományozott Reinhard von Windeck lovagnak piac tartására. 1514–1524 között épül a régi St. Peter ée Paul templom, ami 1880 óta a városházának ad otthont. A harmincéves háborúban, 1622-ben, horvát csapatok felégetik a várost. 1632–1634 között és 1643-ban svégd csapatok szállják meg Bühlt. A pfalzi örökösödési háborúban, 1689-ben a várost ismét teljesen lerombolják. 1776-ban a terület Karl Friedrich von Baden tulajdonába és ezzel Badenhez kerül. 1822-1823 között zsinagóga épül. 1835-ben Leopold von Baden Nagyherceg városi rangot adományoz Bühlnek. 1856-ban az evangélikus gyülekezet felépíti első templomát. 1873 és 1876 között, Karl Dernfeld tervei alapján, felépül az új St. Peter ée Paul templom. 1902-ben kiépítik a vízvezeték, 1920-ban a villany, 1926 és 1934 között a szennyvíz hálózatot. 1935-ben Kappelwindecket Bühlhöz csatolják. 1938. november 10-én a lerombolják a zsinagógát. 1940. október 22-én a város 26 zsidó polgárát a francia Camp de Gurs-ba deportálják, ahonnan csak kevesek térnek vissza. 1945. április 14-én francia csapatok érkeznek a városba.

## Lakosság
| év   | lakos |
| ---- | ----- |
| 1805 | 1.822 |
| 1825 | 2.142 |
| 1846 | 2.860 |
| 1871 | 2.383 |
| 1880 | 3.002 |
| 1900 | 3.306 |
| 1910 | 3.640 |
| 1919 | 3.764 |
| 1930 | 4.290 |
| 1933 | 4.400 |
| 1939 | 6.932 |
| 1946 | 7.049 |

| év   | lakos  |
| ---- | ------ |
| 1950 | 7.735  |
| 1961 | 9.140  |
| 1970 | 10.013 |
| 1975 | 21.596 |
| 1980 | 22.307 |
| 1987 | 23.246 |
| 1990 | 24.667 |
| 1995 | 27.088 |
| 2000 | 28.690 |
| 2005 | 29.476 |
| 2010 | 29.593 |
| 2012 | 28.571 |

## Gazdaság és infrastruktúra
Bühl a szilváról híres, amit Bühl környékén termesztenek és a régió piacain árusítanak. A bühli szilva története 1840-re nyúlik vissza, akkor fedezték fel a fajtát Matthäus Falk udvarán. Akkor kezdődött a szilva termesztése és terjesztése, aminek mind a mai napig nagy a jelentősége a város gazdaságában.
A városban található a LuK cégcsoport székhelye. A céget 1965-ben alapította Wilhelm és Georg Schaeffler a bühli ipari park területen.

## Fordítás
- Ez a szócikk részben vagy egészben  a   Bühl (Baden) című német Wikipédia-szócikk fordításán alapul.  Az eredeti cikk szerkesztőit annak laptörténete sorolja fel. Ez a jelzés csupán a megfogalmazás eredetét és a szerzői jogokat jelzi, nem szolgál a cikkben szereplő információk forrásmegjelöléseként.